# Hiperaldosteronisme primari
L'hiperaldosteronisme primari o aldosteronisme primari (AP) fa referència a l'excés de producció d'aldosterona de les glàndules suprarenals, donant lloc a nivells baixos de renina i tensió arterial alta. Aquesta anormalitat és una síndrome paraneoplàstica (és a dir, causada per la hiperplàsia o tumor). Al voltant del 35% dels casos són causats per un sol adenoma secretor d'aldosterona, un trastorn conegut com síndrome de Conn.
Molts pacients experimenten fatiga, deficiència de potassi i tensió arterial alta que poden causar mala visió, confusió o mal de cap. Els símptomes també poden causar inclouen: dolors i debilitat muscular, espasme muscular, dolor lumbar i als costats dels ronyons, tremolors, sensació de formigueig, mareig/vertigen, nictúria i excés d'orinar. Les complicacions inclouen malaltia cardiovascular com ictus, infart de miocardi, insuficiència renal i ritmes cardíacs anormals.
L'hiperaldosteronisme primari té diverses causes. Al voltant del 33% dels casos es deuen a un adenoma suprarenal que produeix aldosterona, i el 66% dels casos es deuen a un engrandiment d'ambdues glàndules suprarenals. Altres causes poc freqüents inclouen càncer suprarenal i un trastorn d'heretat anomenat hiperaldosteronisme familiar. L'AP està infradiagnosticada; l'Endocrine Society aconsellen el cribratge en persones amb hipertensió arterial que tinguin un risc més elevat, mentre que altres que ho recomanen en totes les persones amb hipertensió arterial. El cribratge es fa generalment mesurant la ràtio aldosterona-renina a la sang sense prendre medicaments interferents i amb un potassi sèric superior a 4, després es fan proves addicionals per confirmar els resultats positius. Mentre que el potassi en sang baix es descriu clàssicament en l'hiperaldosteronisme primari, aquest només està present en aproximadament una quarta part de les persones. Per determinar la causa subjacent, es realitzen imatges mèdiques.
Alguns casos es poden curar mitjançant l'extirpació de l'adenoma per cirurgia després de la localització amb mostreig venós suprarenal. També es pot extirpar una única glàndula suprarenal en els casos en què només una està augmentada. Quan hi ha un engrandiment d'ambdues glàndules, el tractament sol ser amb antagonistes de l'aldosterona com ara espironolactona o eplerenona. Altres medicaments per a la pressió arterial alta i una dieta baixa en sal (com per ex. la dieta DASH). Algunes persones amb hiperaldosteronisme familiar poden ser tractades amb dexametasona.
L'aldosteronisme primari està present en aproximadament un 10% de les persones amb hipertensió arterial. Es presenta més sovint en dones que en homes. Sovint, comença entre els 30 i els 50 anys. La síndrome de Conn rep el nom de Jerome W. Conn (1907–1994), un endocrinòleg nord-americà que va descriure per primera vegada els adenomes com a causa de la malaltia el 1955.